# ET2型电力动车组
ET2型电力动车组（俄語：Электропо́езд ЭТ2）是俄罗斯铁路的电力动车组车型之一，适用于供电制式为3000伏直流电的电气化铁路，由托尔若克车辆制造厂设计制造，于1993年研制成功并投入批量生产。

## 发展历史

### ET2
在苏联时期，位于拉脱维亚的里加车辆制造厂是全苏联唯一的电力动车组制造工厂。苏联解体后，由于俄罗斯没有生产电力动车组的企业，而从国外引进新型电力动车组又需要花费大量外汇。因此。在1990年代初俄罗斯联邦交通部要求对杰米霍沃机器制造厂、托尔若克车辆制造厂进行了技术改造，并且从里加车辆制造厂引进了大批技术和管理人员，俄罗斯从而形成了具有一定规模的电力动车组生产能力。1993年，托尔若克车辆制造厂通过仿照ER2T型电力动车组，试制了第一列ET2型电力动车组，并于1995年投入批量生产。从1993年至1998年，托尔若克车辆制造厂共生产了26列ET2型电力动车组（ET2-001～026）。
ET2型电力动车组作为ER2T型电力动车组的仿制产品，两者总体结构和牵引系统大致相同。列车采用动力分散方式，其标准编组为“五动五拖”的10辆编组，由2辆带司机室的头部控制拖车、3辆中间拖车、5辆动车组成，每“一动一拖”组成一个电气独立单元。列车亦可以根据实际需要增减车厢数量，列车最短编组为4节车厢（2个动力单元），最长编组可达12节车厢（6个动力单元）。车体采用低合金钢整体承载式焊接结构，车体长度为19,600毫米，车体宽度为3,522毫米。列车采用直—直流电传动，牵引系统由里加电机制造厂提供，每辆动车装有一台受电弓及四台牵引电动机。接触网导线上的3000伏直流电，经受电弓引入列车后经过调压，供给牵引电动机并驱动轮对，列车通过起动电阻、牵引电机的串—并联换接、磁场削弱进行调速。牵引电动机为1ДТ-003.8型四极串励直流电动机，小时功率为240千瓦，持续功率为195千瓦，额定电压为750伏。为扩大恒功调速范围，可以对牵引电动机实施二级磁场削弱，削弱率分别为50%、18%。列车可采用再生制动和电阻制动。

### ET2L
1999年2月，托尔若克车辆制造厂在ET2型电力动车组的基础上，试制了一列ET2L型电力动车组（ЭТ2Л），列车编号为ET2L-027。ET2L型电力动车组着重提高旅客的乘坐舒适性，列车采用6辆编组，由2节普通车厢和4节一等车厢组成。普通车厢和ET2型电力动车组一样采用“3+3”的座位布置形式，而一等车厢则采用“2+3”的座位布置形式，车厢内设有厕所、行李间、衣帽间、自行车存放处等设施，其中一节一等车厢并设有小卖部。ET2L-027号列车于1999年4月配属十月铁路局，担当圣彼得堡至大诺夫哥罗德的通勤列车，至2011年改为在圣彼得堡至柳班之间运行。

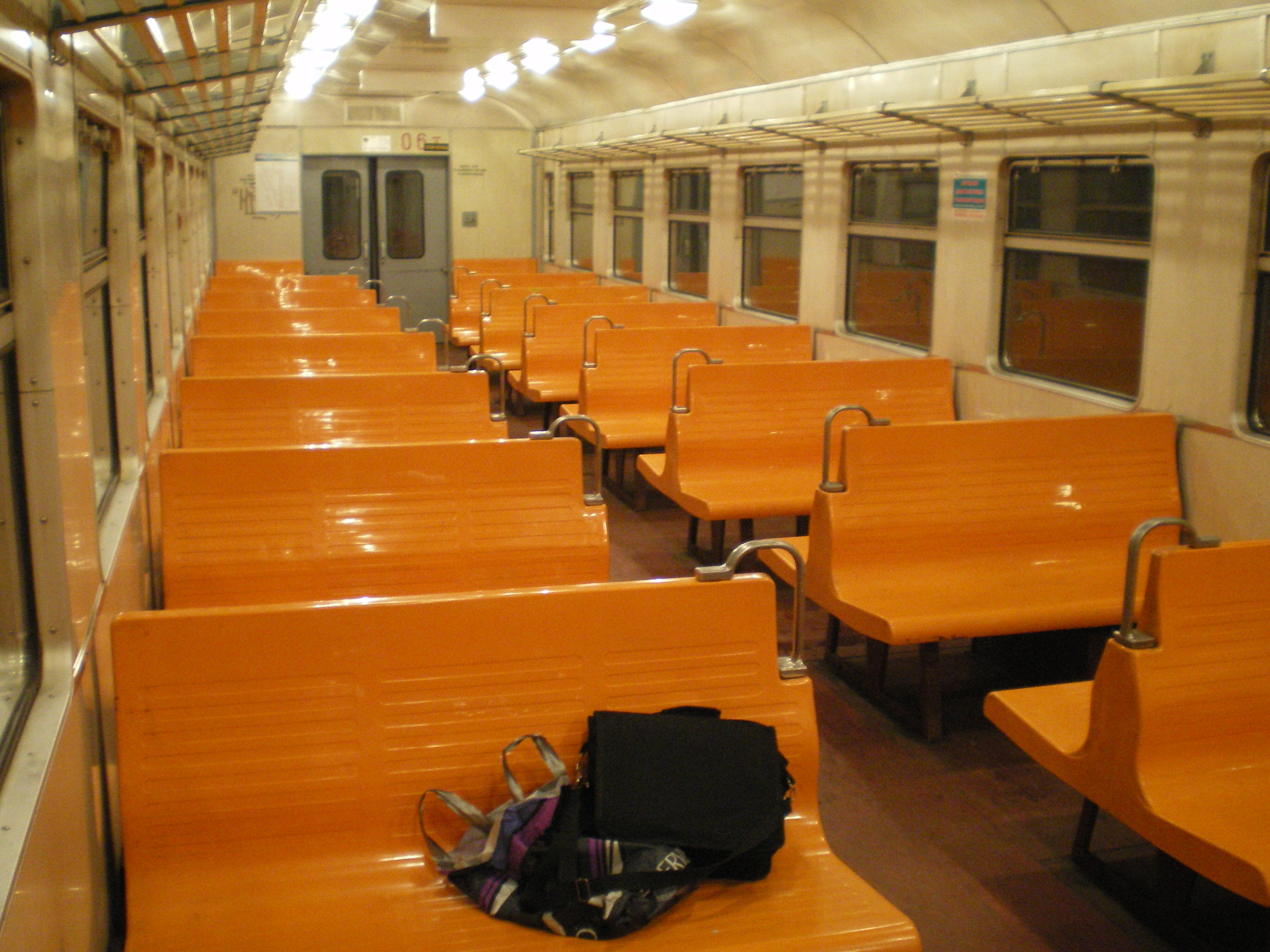
ET2M型电力动车组客室内部

### ET2M
1999年9月，托尔若克车辆制造厂开始制造ET2M型电力动车组（ЭТ2М），列车的牵引系统不再采用里加电机制造厂的进口产品，改为由本国的诺沃切尔卡斯克电力机车厂配套制造，牵引电动机型号改为ТЭД-2У1型，车厢内采用荧光灯照明和塑料座椅，10辆编组的列车总重量为604.2吨，其中动车自重69.5吨，中间拖车自重51.1吨，控制拖车自重51.7吨。ET2M型电力动车组的另一个特点是更为灵活的编组形式，由于改进了列车的控制电路，列车编组不再受制于“一动一拖”的动力单元，允许按需要增减中间拖车数量，全列车编组中拖车数量可以大于动车数量，因此能够产生车辆总数为单数的列车编组。从1999年至2010年，托尔若克车辆制造厂共生产了109列ET2M型电力动车组。

### ET2ML

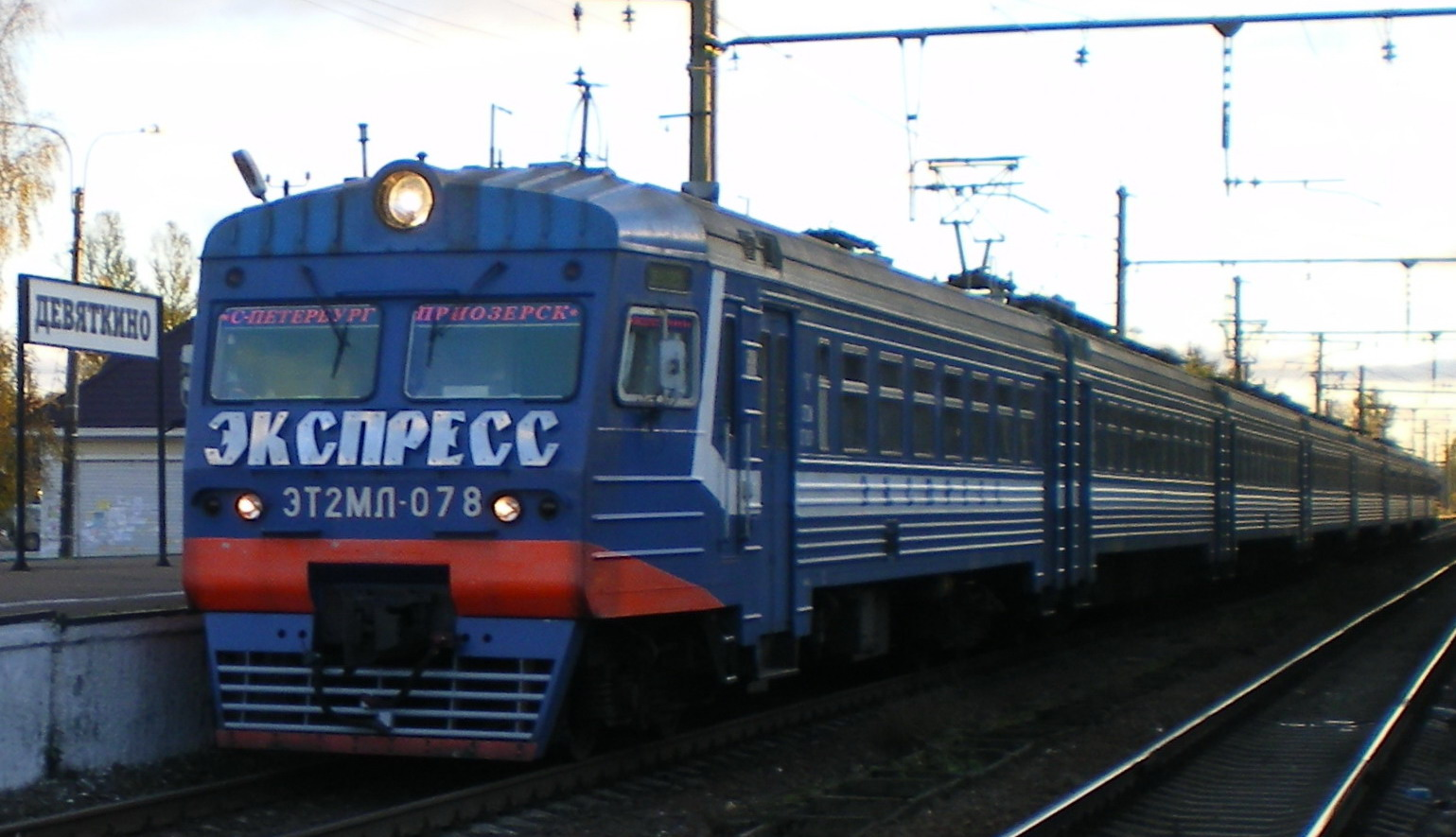
ET2ML-078号列车

ET2ML型电力动车组（ЭТ2МЛ）是同时结合了ET2L、ET2M型电力动车组两者特点的车型，列车的牵引系统由诺沃切尔卡斯克电力机车厂制造，列车编组内设有较舒适的一等车厢，并设有小卖部、行李间、衣帽间等设施。2004年至2005年间，托尔若克车辆制造厂共生产了6列ET2ML型电力动车组。
- ET2ML-063：南乌拉尔铁路局，6辆编组。
- ET2ML-065：南乌拉尔铁路局，8辆编组。
- ET2ML-066：南乌拉尔铁路局，8辆编组。
- ET2ML-075：十月铁路局，8辆编组。
- ET2ML-077：十月铁路局，8辆编组，使用路线为圣彼得堡至卢加。
- ET2ML-078：十月铁路局，8辆编组。使用路线为圣彼得堡至库兹涅奇诺耶。

### ET2MRL
2003年，托尔若克车辆制造厂制造了一列8辆编组的ET2MRL-062号列车（ЭТ2МРЛ-062），配属南乌拉尔铁路局。

### ET2EM
2005年至2006年，托尔若克车辆制造厂制造了三列10辆编组的ET2EM型电力动车组（ЭТ2ЭМ），均配属十月铁路局。列车着重改善能源效益、节省电力消耗，采用了新型牵引电动机。